# 丝毛列当
丝毛列当（学名：Orobanche caryophyllacea）为列当科列当属下的一个种。